# Diecezja Fairbanks
Diecezja Fairbanks (łac. Dioecesis de Fairbanks, ang. Diocese of Fairbanks) – rzymskokatolicka diecezja ze stolicą w Fairbanks, w stanie Alaska, w Stanach Zjednoczonych.
Obejmuje stan Alaska bez południowych wybrzeży. Jest sufraganią archidiecezji Anchorage-Juneau.
Diecezja Fairbanks jest największą diecezją w Stanach Zjednoczonych pod względem zajmowanej powierzchni.

## Historia
27 lipca 1894 została powołana Prefektura Apostolska Alaski. Tereny te zostały wyodrębnione z diecezji New Westminster (obecnie Archidiecezja Vancouver) i z diecezji Victoria.
22 grudnia 1916 prefekturę podniesiono do rangi Wikariatu Apostolskiego Alaski.
23 czerwca 1951 wyodrębniła się pierwsza diecezja na Alasce – Juneau. Powstała ona na południowych wybrzeżach stanu.
8 sierpnia 1962 wikariat został podniesiony do rangi diecezji i przyjął swoją obecną nazwę.
W 2008 diecezja ogłosiła upadłość po wypłacie odszkodowań dla ofiar molestowania seksualnego przez duchownych w latach 50. – 80. XX wieku.

## Ordynariusze

### Prefekci apostolscy Alaski
- Paschal Tosi SI (1894–1897)
- Jean Baptist Rene SI (1897–1904)
- Joseph Raphael John Crimont SI (1904–1917)

### Wikariusze apostolscy Alaski
- Joseph Raphael John Crimont SI (1917–1945)
- Walter James Fitzgerald SI (1945–1947)
- Francis Doyle Gleeson SI (1948–1962)

### Biskupi Fairbanks
- Francis Doyle Gleeson SI (1962–1968)
- Robert Louis Whelan SI (1968–1985)
- Michael Kaniecki SI (1985–2000)
- Donald Kettler (2002–2013)
- Chad Zielinski (2014–2022)
- Steven Maekawa OP (od 2023)